# Anders Engström
Anders Engström, född 2 oktober 1963, är en finlandssvensk regissör.

## Filmografi
Regi
- 1990 – Flaggstölden
- 1994 – Småstadsberättelser (TV-serie)
- 1995 – Rederiet (TV-serie)
- 1996 – Anna Holt – polis (TV-serie)
- 1999 – Insider (TV-serie)
- 1999 – Die Millennium-Katastrophe – Computer-Crash 2000
- 2003 – Belinder auktioner (TV-serie)
- 2004 – Headhunters (TV-serie)
- 2005 – Dödlig plikt
- 2005 – Styckmordet
- 2006 – Wallander – Luftslottet
- 2006 – Wallander – Täckmanteln
- 2006 – Isabella (TV-serie)
- 2008 – Irene Huss – Eldsdansen
- 2008 – Irene Huss – Nattrond
- 2009 – Morden (TV-serie)
- 2011 – Vares – Ondskans kyss
- 2012 – Vares – Den rättfärdiges väg
- 2012 – Helsingin herra (TV-serie)
- 2015 – Jordskott (TV-serie)
- 2014-2016 – Tjockare än vatten (TV-serie)
- 2017 – Taboo (TV-serie)
- 2019 – See (TV-serie) 2 avsnitt
- 2023 – Percy Jackson och olympierna (TV-serie)

Roller
- 2011 – Den analoga bloggen